# VI-01
Een VI-01 was een hoogteradar geproduceerd door Hollandse Signaalapparaten in de jaren 50. De radar diende uitsluitend voor het meten van de hoogte van projectielen en vliegtuigen. Vaak werd deze sensor gepaard met andere sensoren die zelf geen hoogte konden aflezen, zoals de LW-01. De VI-01 maakte enkele jaren later al plaats voor geavanceerdere en vaak geïntegreerde radarsystemen. 